# Џастин Лонг
Џастин Џејкоб Лонг (енгл. Justin Jacob Long; Ферфилд, 2. јун 1978) амерички је глумац, комичар, редитељ и сценариста.

## Детињство и младост
Рођен је 2. јуна 1978. године у Ферфилду, у Конектикату. Син је Р. Џејмса Лонга, професора филозофије и латинског језика на Универзитету у Ферфилду, и Венси Леснијак, бивше позоришне глумице. Баба му је била Италијанка. Имао је „неку врсту конзервативног” католичког васпитања.

## Приватни живот
Између 2007. и 2010. био је у вези с прекидима с глумицом Дру Баримор. Средином 2013. ступио је у везу с Амандом Сајфред, али су раскинули у септембру 2015. године. Од јануара 2022. у вези је с глумицом Кејт Бозворт.

## Филмографија

### Филм
| Улоге  |                                        |               |                    |          |
| Година | Српски назив                           | Изворни назив | Улога              | Напомена |
| 1999.  | Галактичка пустоловина                 |               | Брендон            |          |
| 2001.  | Страшно страшило                       |               | Дари Џенер         |          |
| 2002.  | Нисмо више клинке                      |               | Хенри              |          |
| 2003.  | Страшно страшило 2                     |               | Дари Џенер         |          |
| 2005.  | Херби: Буба набуџена до зуба           |               | Кевин              |          |
| 2006.  | Прихваћено                             |               | Бартлби Гејнс      |          |
| 2006.  | Идиократија                            |               | др Лексус          |          |
| 2007.  | Умри мушки 4                           |               | Метју Фарел        |          |
| 2007.  | Алвин и веверице                       |               | Алвин Севил (глас) |          |
| 2009.  | Ти га просто не занимаш                |               | Алекс              |          |
| 2009.  | Одвуци ме у пакао                      |               | Клеј Долтон        |          |
| 2009.  | Планета 51                             |               | Лем Керплог (глас) |          |
| 2009.  | Матори џукци                           |               | Адам Девлин        |          |
| 2009.  | После живота                           |               | Пол Колман         |          |
| 2009.  | Алвин и веверице 2                     |               | Алвин Севил (глас) |          |
| 2010.  | Љубав на даљину                        |               | Гарет Скали        |          |
| 2011.  | Алвин и веверице 3: Урнебесни бродолом |               | Алвин Севил (глас) |          |
| 2015.  | Алвин и веверице: Велика авантура      |               | Алвин Севил (глас) |          |
| 2022.  | Варварин                               |               | Еј-Џеј Филбрајд    |          |

### Телевизија
| Улоге            |                            |               |                |              |
| Година           | Српски назив               | Изворни назив | Улога          | Напомена     |
| 2006.            | Веселе седамдесете         |               | Ендру Дејвис   | 1 епизода    |
| 2006—2007.       | Краљ брда                  |               | разне улоге    | 3 епизоде    |
| 2009.            | Уживо суботом увече        |               | Метју Маконахи | 1 епизода    |
| 2011—2012, 2015. | Нова девојка               |               | Пол Генцлингер | 5 епизода    |
| 2021.            | Господари свемира: Откриће |               | Робото (глас)  | главна улога |